# Bù trừ và tín chỉ carbon

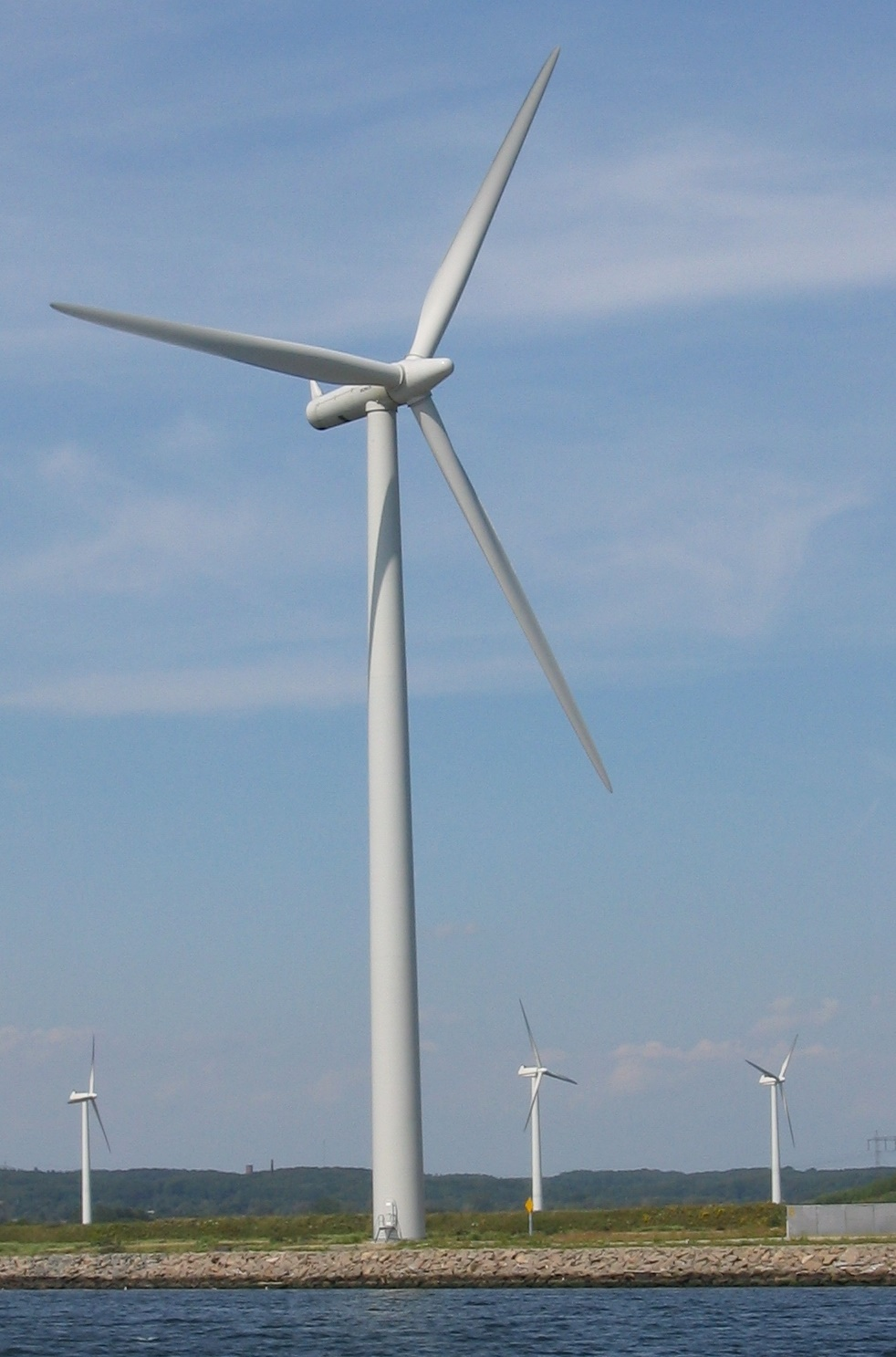
Các dự án năng lượng tái tạo như là dự án turbine gió gần Aalborg, Đan Mạch là một dạng phổ biến của dự án bù trừ carbon.

Bù trừ carbon, hay còn gọi là bù đắp carbon, là một cơ chế giao dịch carbon cho phép các thực thể bù đắp lượng khí nhà kính đã phát thải bằng cách đầu tư vào các dự án giảm, tránh hoặc loại bỏ lượng phát thải ở nơi khác. Khi một thực thể đầu tư vào một chương trình bù trừ carbon, thực thể đó sẽ nhận được tín chỉ carbon hoặc tín chỉ bù trừ, tính theo lợi ích khí hậu ròng mà một thực thể mang lại cho thực thể khác. Sau khi được chính phủ hoặc cơ quan chứng nhận độc lập chứng nhận, giữa các thực thể có thể giao dịch những tín chỉ này với nhau. Một tín chỉ carbon tương đương với việc giảm, tránh hoặc loại bỏ một tấn carbon dioxide hoặc carbon dioxide tương đương (CO2e).
Nhiều dự án giảm khí nhà kính có thể đủ điều kiện để được bù trừ và tín dụng tùy thuộc vào từng chương trình, ví dụ như các dự án lâm nghiệp tránh khai thác gỗ và trồng cây non, các dự án năng lượng tái tạo như trang trại gió, năng lượng sinh học, khí sinh học, đập thủy điện, và các dự án sử dụng năng lượng hiệu quả khác. Ngoài ra còn có các dự án loại bỏ carbon dioxide, thu hồi và lưu trữ carbon, và loại bỏ khí thải mê-tan ở nhiều nơi khác nhau như là bãi chôn lấp. Nhiều dự án trao tín chỉ cho hoạt động cô lập carbon đã bị chỉ trích là có hành vi tẩy xanh vì đã phóng đại khả năng cô lập carbon của mình, khi một số dự án được chứng minh là thực ra đã làm tăng tổng lượng khí thải.
Các chương trình bù trừ và tín chỉ carbon cung cấp một cơ chế cho các quốc gia thực hiện các cam kết Đóng góp do quốc gia tự quyết định (NDC) của mình để đạt được các mục tiêu của Thỏa thuận Paris. Điều 6 của Thỏa thuận Paris liệt kê ba cơ chế "hợp tác tự nguyện" hướng tới mục tiêu khí hậu giữa các quốc gia, trong đó có thị trường carbon. Điều 6.2 cho phép các quốc gia trực tiếp giao dịch tín chỉ carbon và các đơn vị năng lượng tái tạo với nhau. Điều 6.4 thiết lập một thị trường carbon quốc tế mới trong đó cho phép các quốc gia hoặc công ty sử dụng tín chỉ carbon được tạo ra ở các quốc gia khác để giúp mình đạt được mục tiêu khí hậu.
Các chương trình bù trừ và tín chỉ carbon đang được giám sát chặt chẽ hơn vì mức giảm phát thải được tuyên bố của họ có thể bị thổi phồng so với mức giảm thực tế đạt được. Để có thể tin cậy được, việc giảm phát thải phải đáp ứng đủ ba tiêu chí: phải kéo dài vô thời hạn, phải bổ sung thêm vào cho việc giảm phát thải vốn sẽ diễn ra, và phải được đo lường, giám sát và xác minh bởi các bên thứ ba độc lập để đảm bảo rằng lượng giảm đã hứa thực sự đã đạt được.

## Tổng quan
Bù trừ carbon, hay còn gọi là bù đắp carbon, là một cơ chế giao dịch carbon cho phép các thực thể bù đắp lượng phát thải khí nhà kính đã phát thải bằng cách đầu tư vào các dự án giảm, tránh hoặc loại bỏ lượng phát thải ở nơi khác. Khi một thực thể đầu tư vào chương trình bù trừ carbon, thực thể đó sẽ nhận được tín chỉ carbon hoặc tín chỉ bù trừ, tính theo lợi ích khí hậu ròng mà một thực thể mang lại cho thực thể khác. Sau khi được chính phủ hoặc cơ quan chứng nhận độc lập chứng nhận, giữa các thực thể có thể giao dịch tín chỉ với nhau. Một tín chỉ carbon tương đương với việc giảm, tránh hoặc loại bỏ một tấn carbon dioxide hoặc carbon dioxide tương đương (CO2e).
Có một số nhãn cho mức giảm phát thải một tấn, bao gồm "Giảm phát thải đã được xác minh" hoặc "Giảm phát thải đã được chứng nhận", phụ thuộc vào chương trình cụ thể sẽ chứng nhận cho một dự án giảm thiểu. Tại COP27, các nhà đàm phán đã nhất trí định nghĩa các khoản bù trừ và tín chỉ được cấp theo Điều 6 của Thỏa thuận Paris là các khoản "đóng góp giảm thiểu" nhằm ngăn chặn các tuyên bố trung hòa carbon của người mua. Các tổ chức chứng nhận như Gold Standard cũng có hướng dẫn chi tiết về việc thuật ngữ mô tả nào thì phù hợp với người mua bù trừ và tín chỉ.
Các khoản bù trừ từ dự án trong quá khứ phải là những khoản bổ sung so với những gì sẽ xảy ra nếu không có dự án đó. Đối với các dự án trong tương lai, cấp tín chỉ trước là một quy trình mà trong đó tín chỉ được cấp cho lượng phát thải dự kiến sẽ được giảm, và người mua có thể yêu cầu quyền sở hữu với số tín chỉ đó ngay cả trước khi các hoạt động giảm phát thải diễn ra. Khi người sở hữu tín chỉ yêu cầu công nhận việc giảm phát thải khí nhà kính, họ phải hủy các tín chỉ carbon để sao cho không thể chuyển nhượng hoặc sử dụng những tín chỉ đó nữa. Các khoản bù trừ carbon có thể được theo dõi và báo cáo trong một hệ thống đăng ký chứng nhận bù trừ, nơi có thể chứa thông tin của dự án như là trạng thái dự án, tài liệu dự án, việc  tạo ra, sở hữu, giao dịch và hủy tín chỉ.
Năm mà một dự án giảm phát thải carbon tạo ra tín chỉ bù trừ carbon được gọi là năm vintage, thường là năm mà bên thứ ba xác minh dự án.

## Kinh tế học
Nguyên lý kinh tế học đằng sau các chương trình như Nghị định thư Kyōto nằm ở việc chi phí cận biên để giảm phát thải giữa các quốc gia sẽ không giống nhau. Các nghiên cứu cho thấy rằng một cơ chế linh hoạt có thể giúp làm giảm tổng chi phí cần thiết để đạt được các mục tiêu khí hậu. Các chương trình bù trừ và tín chỉ đã được xác định là một cách thức giúp các quốc gia đáp ứng các cam kết NDC của họ và hoàn thành được các mục tiêu của thỏa thuận Paris với chi phí thấp hơn. Chúng cũng có thể giúp làm thu hẹp khoảng cách phát thải được xác định trong các báo cáo hàng năm của UNEP.
Có nhiều nguồn cung và cầu đa dạng cũng như các khuôn khổ giao dịch giúp thúc đẩy thị trường bù trừ và tín chỉ. Nhu cầu về bù trừ và tín chỉ xuất phát từ một loạt các nghĩa vụ tuân thủ, phát sinh từ các thỏa thuận quốc tế, luật quốc gia cũng như các cam kết tự nguyện mà các công ty và chính phủ đã thông qua. Thị trường carbon tự nguyện thường bao gồm các tổ chức tư nhân mua tín chỉ bù trừ carbon để đáp ứng các cam kết giảm khí nhà kính tự nguyện. Trong một số trường hợp, các bên không thuộc phạm vi điều chỉnh trong một Hệ thống Giao dịch Phát thải (ETS) có thể mua tín chỉ như một giải pháp thay thế cho việc mua các khoản bù trừ trong một thị trường tự nguyện.
Các chương trình này cũng có những ảnh hưởng ngoại lai tích cực khác, hay còn gọi là lợi ích đồng thời, như là việc cải thiện chất lượng không khí, gia tăng đa dạng sinh học, bảo vệ môi trường nước và đất; tăng cơ hội việc làm cho cộng đồng, tăng khả năng tiếp cận năng lượng và bình đẳng giới; tạo việc làm, cơ hội giáo dục và chuyển giao công nghệ. Một số chương trình chứng nhận có các công cụ và sản phẩm nghiên cứu giúp định lượng được những lợi ích này.
Giá cho các khoản bù trừ và tín chỉ biến động rất nhiều, phản ánh sự không chắc chắn liên quan đến việc xác minh giá trị gián tiếp của các khoản bù trừ carbon. Đồng thời, chính sự không chắc chắn này đã khiến một số công ty trở nên hoài nghi hơn về việc mua các khoản bù trừ.

### Hệ thống giao dịch phát thải
Mua bán phát thải hiện là một yếu tố quan trọng của các chương trình quản lý nhằm kiểm soát ô nhiễm, bao gồm cả phát thải khí nhà kính. Các chương trình mua bán phát thải khí nhà kính hiện có ở cấp độ hạ quốc gia, quốc gia và quốc tế. Theo các chương trình này, sẽ có giới hạn về lượng khí thải. Các nguồn phát thải có khả năng linh hoạt trong việc tìm kiếm và áp dụng các phương pháp có chi phí thấp nhất để giảm ô nhiễm. Cơ quan chính quyền trung ương hoặc chính phủ thường phân bổ hoặc bán một số lượng giấy phép hạn chế ("giới hạn"), cho phép xả một lượng cụ thể của một chất ô nhiễm cụ thể trong một khoảng thời gian nhất định. Những bên gây ô nhiễm phải có giấy phép với số lượng bằng với lượng khí thải của họ. Những người muốn tăng lượng khí thải của họ phải mua giấy phép từ những người khác muốn bán chúng. Các chương trình này đã được áp dụng cho khí nhà kính vì nhiều lý do. Hiệu ứng làm ấm của chúng là như nhau bất kể được phát thải từ đâu. Chi phí giảm phát thải có sự khác biệt lớn tùy theo nguồn phát thải. Giới hạn được đặt ra nhằm đảm bảo đạt được mục tiêu về môi trường.

## Quy định và chương trình
Tính đến năm 2022, 68 chương trình định giá carbon đã được triển khai hoặc dự kiến sẽ được triển khai trên toàn cầu. Các chương trình quốc tế bao gồm Cơ chế phát triển sạch, Điều 6 Thỏa thuận Paris và CORSIA. Các chương trình quốc gia bao gồm các hệ thống giao dịch phát thải như Hệ thống giao dịch phát thải của Liên minh châu Âu (EU-ETS) và Chương trình giới hạn và giao dịch của California. Tín chỉ đủ điều kiện trong các chương trình này có thể là tín chỉ được cấp bởi các hệ thống tín chỉ quốc tế hoặc độc lập. Ngoài ra còn có các tiêu chuẩn và cơ chế tín chỉ do các tổ chức phi chính phủ độc lập như Verra và Gold Standard quản lý.

### Nghị định thư Kyōto
Theo chương trình Cơ chế phát triển sạch (CDM), một nước phát triển có thể tài trợ cho một dự án giảm phát thải khí nhà kính ở một nước đang phát triển nơi chi phí cho các hoạt động này thường thấp hơn nhiều. Các nước phát triển nhận được tín chỉ cho việc đạt được các mục tiêu giảm phát thải gọi là Giảm phát thải được chứng nhận (CER), trong khi đó các nước đang phát triển nhận được vốn đầu tư và công nghệ sạch hoặc các thay đổi có lợi trong việc sử dụng đất. Theo chương trình Đồng Thực hiện (JI), một quốc gia phát triển có chi phí giảm phát thải trong nước tương đối cao sẽ thành lập một dự án ở một quốc gia phát triển khác. Các khoản tín chỉ bù trừ theo chương trình này được chỉ định là Đơn vị Giảm Phát thải.
Các dự án năng lượng hạt nhân không đủ điều kiện để được tín chỉ theo hai chương trình này. Các cơ quan quốc gia được chỉ định cụ thể theo quốc gia sẽ phê duyệt các dự án theo CDM.

### Cơ chế theo Điều 6 của Thỏa thuận Paris
Điều 6 của Thỏa thuận Paris tiếp tục hỗ trợ các chương trình bù trừ và tín chỉ giữa các quốc gia, bao gồm các dự án CDM từ Nghị định thư Kyoto. Các chương trình hiện nay được triển khai nhằm giúp đạt được mục tiêu giảm phát thải được nêu trong các cam kết đóng góp do quốc gia tự quyết định (NDC) của mỗi quốc gia.

### REDD+
REDD+ là một chương trình khung của UNFCCC, chủ yếu hướng tới các vùng nhiệt đới ở các nước đang phát triển, được thiết kế để bồi thường cho các quốc gia không phá rừng hoặc làm suy thoái rừng, hoặc tăng cường trữ lượng carbon của rừng. Mục đích của nó là tạo ra giá trị tài chính cho carbon được lưu trữ trong rừng, bằng cách sử dụng khái niệm thanh toán dựa trên kết quả. REDD+ cũng thúc đẩy các lợi ích chung có được từ việc giảm nạn phá rừng, điển hình như đa dạng sinh học. Sáng kiến này được giới thiệu dưới hình thức cơ bản tại COP11 năm 2005 và đã phát triển thành một sáng kiến chính sách rộng rãi nhằm giải quyết nạn phá rừng và suy thoái rừng.
Năm 2015, REDD+ đã được đưa vào Điều 5 của Thỏa thuận Paris. Các sáng kiến REDD+ thường đền bù cho các nước đang phát triển hoặc chính quyền khu vực của họ vì đã giảm lượng khí thải từ nạn phá rừng và suy thoái rừng. Nó bao gồm một số giai đoạn: Một, đạt được sự sẵn sàng cho REDD+; hai, chính thức hóa thỏa thuận tài trợ; ba, đo lường, báo cáo và xác minh kết quả; và bốn, nhận thanh toán dựa trên kết quả.
Hơn 50 quốc gia có sáng kiến REDD+ quốc gia. REDD+ cũng đang được thực hiện thông qua chính quyền tỉnh, huyện và ở cấp địa phương thông qua các chủ đất tư nhân. Tính đến năm 2020, có hơn 400 dự án REDD+ đang được triển khai trên toàn cầu. Brazil và Colombia chiếm diện tích đất dự án REDD+ lớn nhất.

## Thị trường
Tín chỉ thị trường tuân thủ chiếm phần lớn thị trường bù trừ và tín chỉ hiện nay. Giao dịch trên thị trường carbon tự nguyện là 300 MtCO2e vào năm 2021. Để so sánh, khối lượng giao dịch trên thị trường carbon tuân thủ là 12 GtCO2e, và lượng khí thải nhà kính toàn cầu năm 2019 là 59 GtCO2e.
Hiện nay, một số sàn giao dịch đang giao dịch tín chỉ và hạn ngạch carbon trên cả thị trường giao ngay và tương lai, bao gồm Sàn giao dịch hàng hóa Chicago, CTX Global, Sàn giao dịch năng lượng châu Âu, Sàn giao dịch tín chỉ carbon toàn cầu gCCEx, Sàn giao dịch liên lục địa, MexiCO2, NASDAQ OMX Commodities Europe và Xpansiv. Nhiều công ty hiện nay tham gia vào các chương trình giảm phát thải, bù trừ và cô lập khí thải, tạo ra các khoản tín chỉ có thể được bán trên sàn giao dịch.
Vào đầu năm 2022, có 25 hệ thống giao dịch khí thải đang hoạt động trên toàn thế giới, nằm ở những khu vực chiếm tới 55% GDP toàn cầu. Các hệ thống này bao phủ 17% lượng khí thải toàn cầu. Hệ thống giao dịch phát thải của Liên minh châu Âu (EU-ETS) là hệ thống giao dịch lớn thứ hai trên thế giới sau chương trình giao dịch carbon quốc gia của Trung Quốc. Nó bao phủ hơn 40% lượng phát thải khí nhà kính của Châu Âu. Chương trình giới hạn và trao đổi của California chiếm khoảng 85% lượng phát thải khí nhà kính trên toàn tiểu bang.

### Thị trường carbon tự nguyện và các chương trình chứng nhận
Thị trường carbon tự nguyện (VCM) phần lớn là thị trường không được quản lý, tại đây các khoản bù trừ carbon được giao dịch bởi các tập đoàn, cá nhân và tổ chức không có nghĩa vụ pháp lý phải cắt giảm khí thải. Trên thị trường carbon tự nguyện, các công ty hoặc cá nhân sử dụng biện pháp bù trừ carbon để đạt được mục tiêu mà họ đặt ra về việc giảm phát thải. Tín dụng được phát hành theo tiêu chuẩn tín dụng độc lập. Một số tổ chức cũng mua chúng theo cơ chế tín dụng quốc tế hoặc trong nước. Các chương trình quốc gia và hạ quốc gia này ngày càng được ưa chuộng.

#### Xác định giá trị
Năm 2022, giá thị trường carbon tự nguyện (VCM) dao động từ 8 đến 30 đô la cho một tấn CO2e đối với các loại dự án bù trừ phổ biến nhất. Có nhiều yếu tố có thể ảnh hưởng đến mức giá này, trong đó chi phí phát triển một dự án là một yếu tố quan trọng. Những dự án liên quan đến khả năng cô lập carbon gần đây được bán với giá cao hơn so với các dự án khác như là năng lượng tái tạo hay hiệu quả năng lượng. Các dự án cô lập carbon cũng được gọi là các Giải pháp dựa trên thiên nhiên. Các dự án có thêm lợi ích về mặt xã hội và môi trường có thể có giá cao hơn. Điều này phản ánh giá trị của các lợi ích chung và giá trị nhận thức được khi liên kết với các dự án này. Tín chỉ từ một tổ chức có uy tín có thể có giá cao hơn. Một số khoản tín chỉ ở các nước phát triển có thể có giá cao hơn. Một lý do có thể là các công ty thích hỗ trợ các dự án gần địa điểm kinh doanh của họ hơn. Ngược lại, tín chỉ carbon với năm vintage cũ hơn có xu hướng được định giá thấp hơn trên thị trường.
Giá trên thị trường tuân thủ thường cao hơn. Chúng thay đổi tùy theo vị trí địa lý, với giá tín chỉ ETS của EU và Vương quốc Anh giao dịch ở mức giá cao hơn so với giá ở Hoa Kỳ vào năm 2022. Giá VCM thấp hơn một phần là do nguồn cung vượt quá cầu. Một số loại bù trừ có thể được tạo ra với chi phí rất thấp theo các tiêu chuẩn hiện hành. Nếu không có thặng dư này, giá VCM hiện tại có thể cao hơn ít nhất 10 đô la/tCO2e.